# Oratorio di Santa Maria Addolorata (Isella)
L'oratorio di Santa Maria Addolorata è un edificio religioso situato a Isella, frazione del comune di Macugnaga, appartenente alla Diocesi di Novara.

## Storia
All'inizio del 1700 le famiglie più abbienti dell'abitato di Isella riescono a far approvare un disegno per la costruzione di un oratorio per il paese. Una piccola lapide posta sopra la porta della sacrestia all'interno dell'edificio reca una scritta D.O.M.- 1701 Die 17 Junii documentando così la data della benedizione della posatura della prima pietra. La costruzione dell'oratorio procede lentamente e solo nel 1709 vengono impostate le mure del perimetro e la facciata che viene intonacata solo tre anni più tardi.
Nel 1713 diversi benefattori donarono suppellettili e una dote in modo che si celebrasse la prima messa e la data di ciò viene incisa su un architrave. Nel 1749 viene costruita la sacrestia. Negli anni successivi viene dipinta una tela raffigurante la Beata Vergine Addolorata e Cristo deposto dalla croce.
Nel 1768 l'intagliatore Giuseppe Bartoletti di Bannio scolpisce il tabernacolo.
Nel 1908 viene ristrutturata la sacrestia e nel 1929 viene acquistata la statua della Madonna Addolorata scolpita dallo sculture Gianbattista Purger di Ortisei.

## Descrizione
L'oratorio si trova isolato in mezzo ai prati e alle case dell'abitato. La sua facciata ha al centro una porta con le finestre devozionali ai lati e soprastante ad essa una finestra serliana nel timpano; il piccolo campanile è sullo spigolo.
All'interno dell'edificio in fondo al presbiterio c'è una grande tela dipinta raffigurante la Beata Vergine Addolorata e Cristo deposto dalla croce ai piedi circondati da ovali rappresentanti i "Sette dolori della Beata Vergine Maria". Questo dipinto è racchiuso in una cornice di stile barocco con ai lati su mensole sono poste le statue dei santi Benedetto abate, Francesco da Paola, Giovanni Nepomuceno e Antonio da Padova e i due armadietti per il deposito delle reliquie. Tale opera lignea è stata prodotta da una scultore locale, Giacomo Jachetti da Stabioli. Sotto il dipinto è presente l'altare con un tabernacolo ligneo e un paliotto con raffiguranti sia il Cristo morto che la Madonna addolorata e ai loro lati San Giacomo e Maria Maddalena. Nella volta del presbiterio è raffigurata la SS. Trinità all'interno di una cornice di stucco.
Fuori dal presbiterio ai lati ci sono un paio di armadioli in legno intarsiato e dorato con le statue lignee di Santa Barbara e Santa Caterina. Nell'arco absidale è presente un crocifisso soprastante una trave con la scritta Virgo Dolorosissima.
Sulla parete di fondo, dove c'è la porta di ingresso, si può osservare una stampa settecentesca raffigurante il trionfo di Cristo Redentore fra i santi dell'antico e  Nuovo Testamento.